# Districte administratiu de Thun

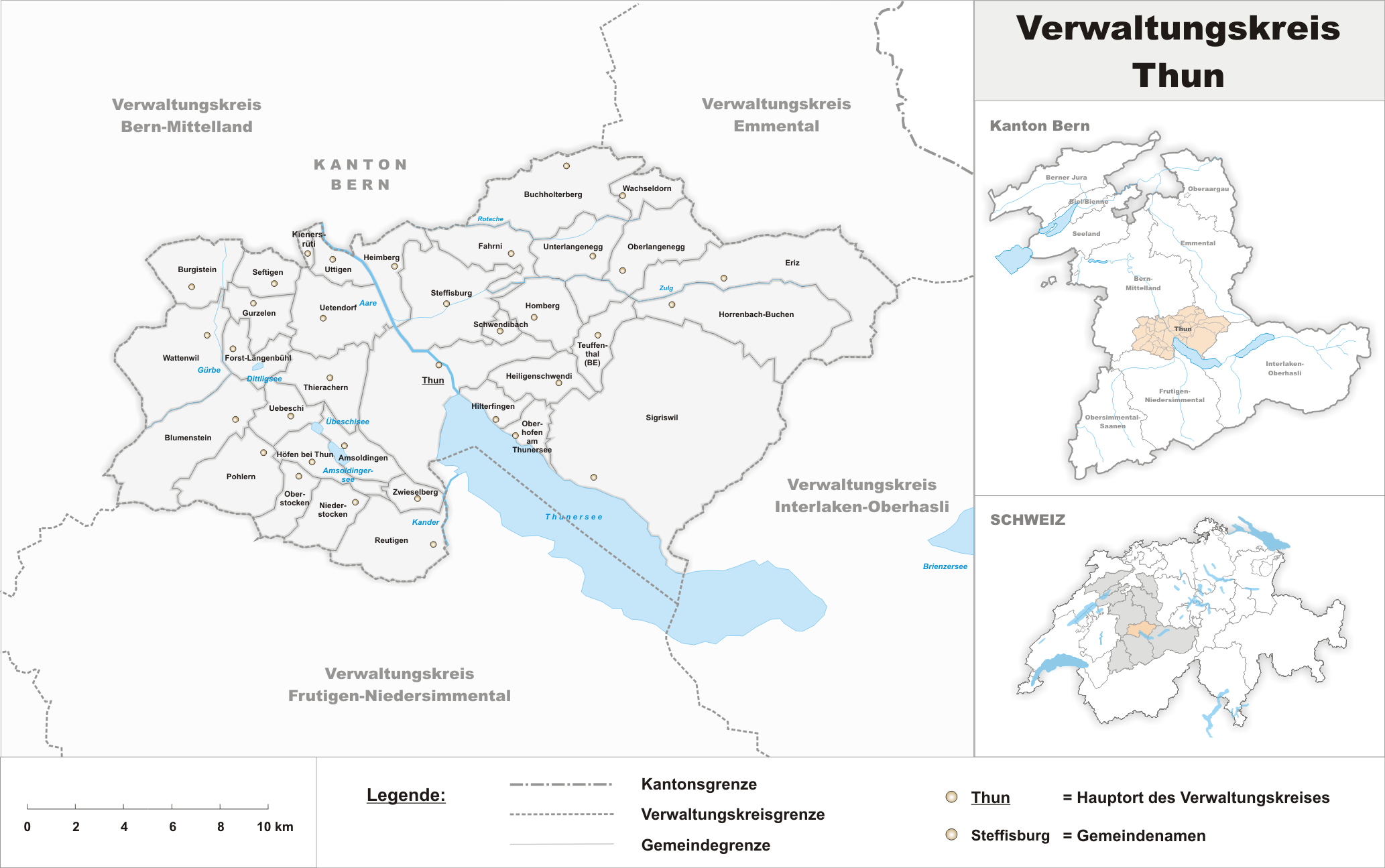
Mapa de Thun

El'Districte administratiu de Thun  és un dels 10 Districtes administratius del Cantó de Berna a Suïssa.
Es tracta d'un districte germanòfon i com la resta fou creat el dia 1 de gener de 2010 a partir de dos antics districtes, concretament el de Thun i el d'e Niedersimmental.
El municipi de Thun és el cap del nou districte, que compta amb un total de 35 municipis i una població de 103233 habitants (a 31 de desembre de 2008), per a una superfície de 322,1 km².

## Llista de municipis
| Escut                  | Municipi               | Habitants (31 de desembre de 2008) | Superfície en km² |
| ---------------------- | ---------------------- | ---------------------------------- | ----------------- |
| Amsoldingen            | Amsoldingen            | 801                                | 4.7               |
| Blumenstein            | Blumenstein            | 1163                               | 15.5              |
| Buchholterberg         | Buchholterberg         | 1524                               | 15.3              |
| Burgistein             | Burgistein             | 1046                               | 7.5               |
| Eriz                   | Eriz                   | 510                                | 21.8              |
| Fahrni                 | Fahrni                 | 741                                | 6.7               |
| Forst-Längenbühl       | Forst-Längenbühl       | 714                                | 4.5               |
| Gurzelen               | Gurzelen               | 793                                | 4.5               |
| Heiligenschwendi       | Heiligenschwendi       | 631                                | 5.6               |
| Heimberg               | Heimberg               | 6071                               | 5.4               |
| Hilterfingen           | Hilterfingen           | 2987                               | 2.8               |
| Höfen bei Thun         | Höfen bei Thun         | 410                                | 4.6               |
| Homberg                | Homberg                | 505                                | 6.5               |
| Horrenbach-Buchen      | Horrenbach-Buchen      | 252                                | 20.4              |
| Kienersrüti            | Kienersrüti            | 52                                 | 0.8               |
| Niederstocken          | Niederstocken          | 267                                | 5.5               |
| Oberhofen am Thunersee | Oberhofen am Thunersee | 2364                               | 2.8               |
| Oberlangenegg          | Oberlangenegg          | 488                                | 9.1               |
| Oberstocken            | Oberstocken            | 284                                | 4.1               |
| Pohlern                | Pohlern                | 267                                | 9.9               |
| Reutigen               | Reutigen               | 956                                | 11.3              |
| Schwendibach           | Schwendibach           | 253                                | 1.5               |
| Seftigen               | Seftigen               | 2102                               | 3.9               |
| Sigriswil              | Sigriswil              | 4608                               | 55.4              |
| Steffisburg            | Steffisburg            | 15379                              | 13.5              |
| Teuffenthal            | Teuffenthal            | 171                                | 4.6               |
| Thierachern            | Thierachern            | 2205                               | 7.5               |
| Thun                   | Thun                   | 42129                              | 21.6              |
| Uebeschi               | Uebeschi               | 691                                | 4.4               |
| Uetendorf              | Uetendorf              | 5969                               | 10.2              |
| Unterlangenegg         | Unterlangenegg         | 909                                | 6.8               |
| Uttigen                | Uttigen                | 1755                               | 3.0               |
| Wachseldorn            | Wachseldorn            | 238                                | 3.5               |
| Wattenwil              | Wattenwil              | 2730                               | 14.5              |
| Zwieselberg            | Zwieselberg            | 268                                | 2.4               |
|                        | Total: 35              | 103.233                            | 322,1             |